# Shambuko Subregion
Shambuko Subregion är ett distrikt i Eritrea.   Det ligger i regionen Gash-Barkaregionen, i den västra delen av landet, 130 km väster om huvudstaden Asmara.